# Voyage
Pour les articles homonymes, voir Voyage (homonymie).
 (octobre 2020).
Un  voyage  est un déplacement d'une ou plusieurs personnes, effectué sur un trajet déterminé, dans un but personnel (par exemple tourisme, activités sportives ou socio-culturelles ), professionnel (affaires, commerce) ou autres (guerre, réfugiés politiques ou climatiques). Il peut être un aller simple ou aller avec retour.
Au cours du XXe siècle, alors que le nombre de zones inaccessibles, non cartographiées ou inconnues diminuaient, les voyages se sont considérablement développés et démocratisés ; ainsi que des moyens de transports de plus en plus rapides et confortables : le chemin de fer d'abord, puis l'automobile et l'avion. Cette évolution s'est faite avec des conséquences négatives croissantes sur le plan de la consommation d'énergie et de carburants fossiles, de fragmentation des paysages et écosystèmes par les infrastructures de transport et d'émission de gaz à effet de serre et autres polluants.

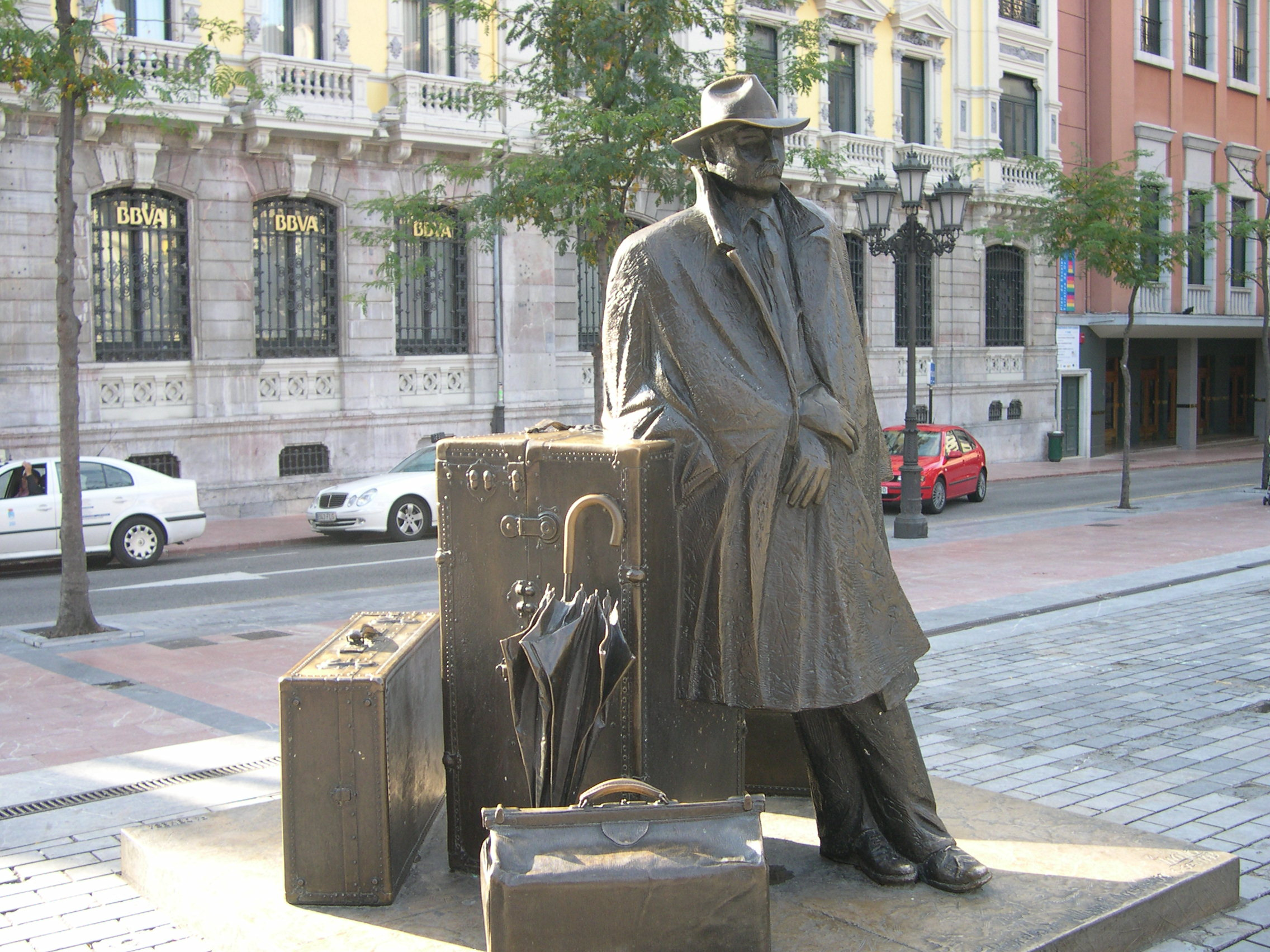
Sculpture El regreso de Williams B. Arrensberg d'Eduardo Úrculo, à Oviedo, dans les Asturies, Espagne.

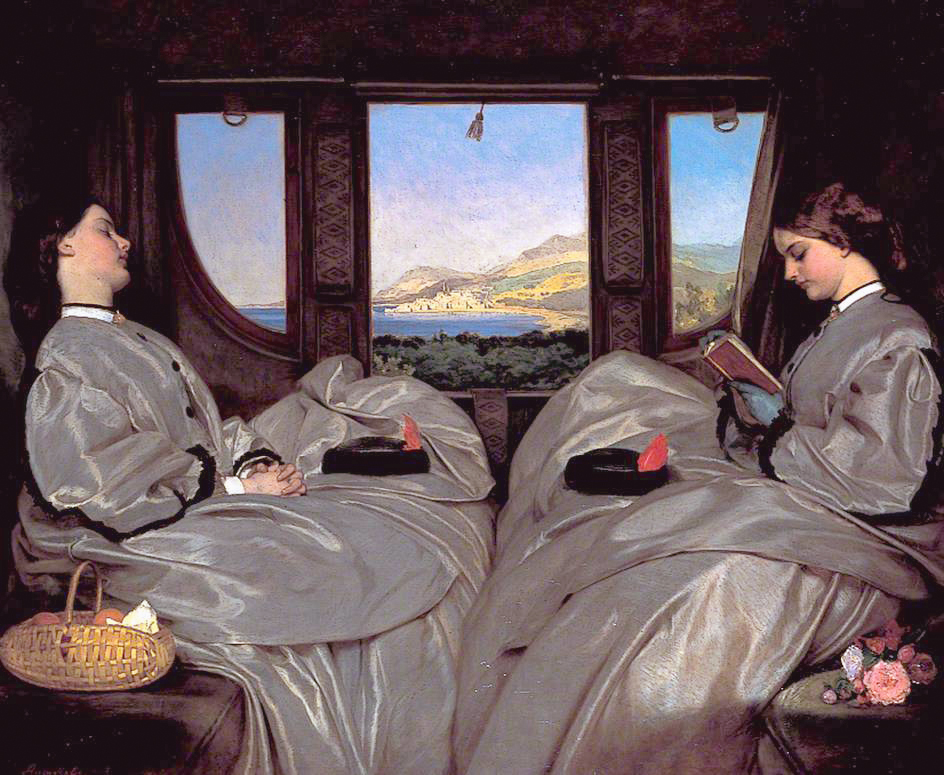
Compagnes de voyage, à l'époque des voyages en diligence, par Augustus Leopold Egg (huile sur toile, 1862).

## Vocabulaire du voyage
Un voyage circulaire qui ramène le voyageur à son point de départ est un « périple ».
Les personnes qui voyagent sont appelées « voyageurs » ou, dans certains modes de transport, « passagers ».
Les professionnels qui organisent et vendent des voyages sont appelés « voyagistes ».

## Aspects historiques

### Le voyage et ses conditions matérielles
Le déplacement sur de longues distances est consubstantiel à l'homo sapiens, puisque ce dernier va progressivement coloniser l'ensemble du globe terrestre. D'autre part, ces déplacements s'accentuent à la période néolithique, le plus souvent motivés par des raisons pratiques (famille et vie sociale, commerce, exploration, guerres...). A titre d'exemple de conquêtes et/ou d'exploration, on peut mentionner les conquêtes d'Alexandre le Grand, celles de Darius, la colonisation de la Méditerranée par les Grecs et les Phéniciens, le développement des conquêtes romaines, l'expansion des empires égyptiens, chinois ou musulmans ou, plus près de nous, les Grandes Découvertes. Autant d'expéditions qui ont souvent entrainé les hommes fort loin de chez eux. Le commerce et les pèlerinages sont également d'importants et fréquents motifs de voyage dont on trouve de nombreuses traces dès l'Antiquité.
Le voyage est lié à des conditions matérielles qui vont se développer au cours du temps.Transports, logement, orientation sont autant d'éléments qu'il a fallu inventer puis développer, pour que l'Homme puisse se déplacer aisément. Tout d'abord, à côté de la marche, premier mode de locomotion, différents moyens de transport vont se développer, qui rendront le voyage plus aisé: la domestication du cheval, et l'invention de la roue, qui permettront la création de voitures (au sens de « plate-forme, caisse ouverte ou fermée montée sur roues, tirée par la force animale, qui sert à transporter des personnes, des objets. »); le bateau qui permet la navigation fluviale et maritime, mais aussi la construction et l'entretien de routes (par exemple l'important réseau de voies romaines), de ponts permettant de franchir des obstacles naturels. Mais le voyageur doit aussi pouvoir se nourrir et s'abriter durant son déplacement, ce que permettent peu à peu des réseaux d'hôtellerie et d'auberges. Au Moyen-Orient, ce besoin a été en partie satisfait par les réseaux de caravansérails qui offraient gite et protection aux caravanes. Durant l'Antiquité, le manque d'auberges a pu être pallié par des réseaux de connaissances à l'étranger qui pouvaient héberger les voyageurs. Cela a par exemple souvent été le cas dans l'Empire romain, au point même de freiner l'expansion des auberges. Enfin, voyager suppose de se représenter le territoire sur lequel on se déplace; de ce besoin (entre autres raisons) naîtra la cartographie. Il faudra cependant attendre les portulans médiévaux puis les cartes maritimes de la Renaissance pour que la carte devienne une aide réelle et efficace pour le voyageur.

### Voyage touristique
Ces conditions matérielles ont souvent rendu les voyages pénibles, difficiles et dangereux. Toutefois, le voyage pour le plaisir est une activité fort ancienne qui ne se limite pas à l'Europe, même si on fait communément remonter ses débuts en Europe au XVIIe siècle.
En effet, à partir du XVIIe siècle, un voyage appelé « Grand Tour »  se développe en Angleterre ainsi que dans d'autres pays européens. Pratiqué par de jeunes nobles, c'est une forme de voyage moins directement liée à la nécessité et de plus en plus motivée par le plaisir de voyager et de découvrir d'autres lieux. Au XIXe siècle, le développement des transports et des voies de communigent leurs racines dans l'Histoire et dans les mythes entretenus par la littérature (Marco Polo, Jules Verne, Robinson Crusoé, Christophe Colomb...) tout en comportant des motivations provenant de l'imitation sociale ou de la promotion commerciale du voyage et des vacances. Cette littérature de l'aventure se développe d'ailleurs fortement au XIXe siècle.
Cependant, en même temps que le monde "se rétrécit" sous l'effet de la rapidité des transports, son identification sous différentes formes (cartographie, images, informations, etc.) s'accroît, laissant moins de place à la surprise du voyageur. Marc Augé parle ainsi de l’impossible voyage, « celui que nous ne ferons jamais plus, celui qui aurait pu nous faire découvrir des paysages nouveaux et d’autres hommes ».

## Aspects énergétiques et environnement

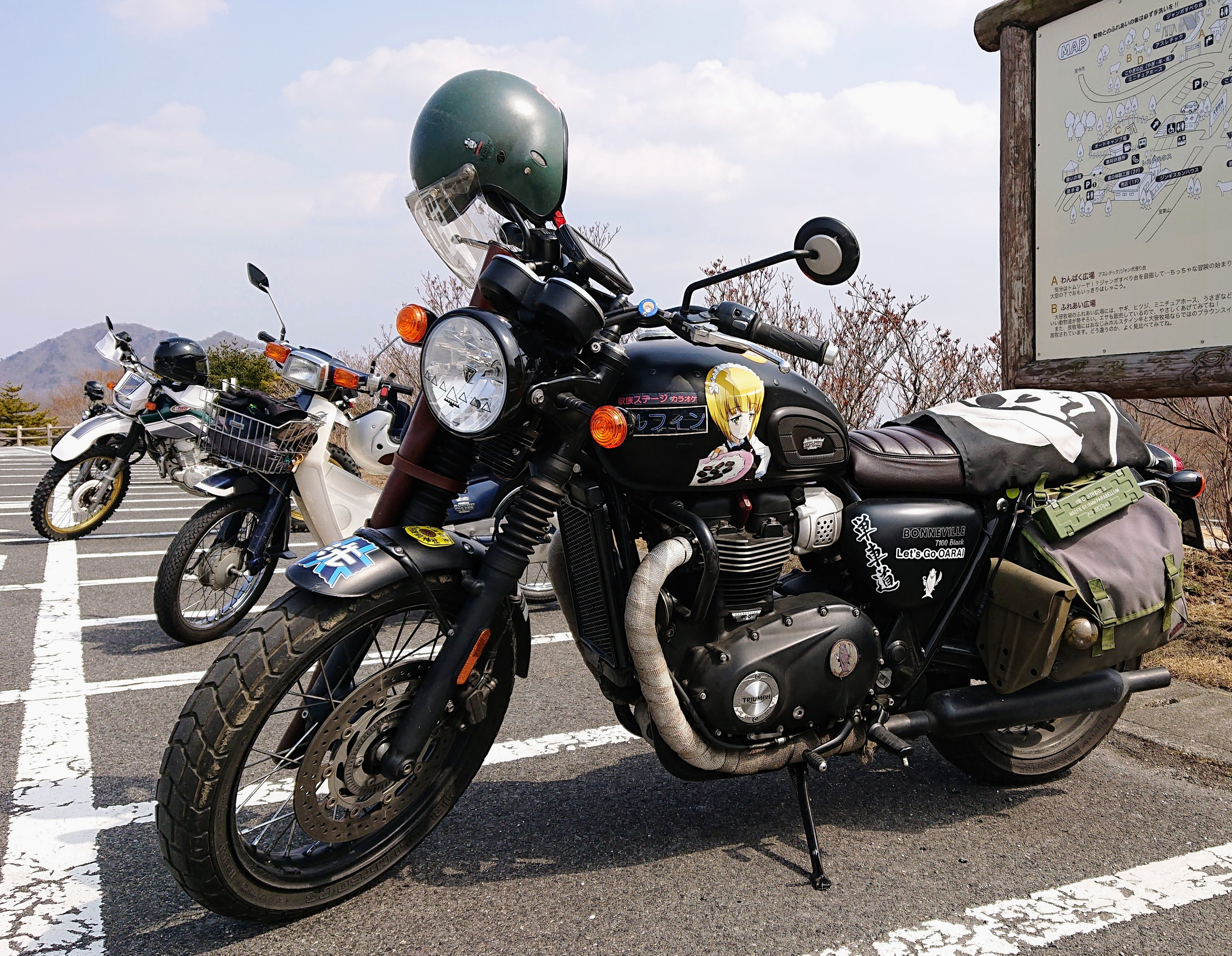
Motos partant en voyage

L'extension des voyages rapides et motorisés pose de nouveaux problèmes de consommation d'espace et de ressources énergétiques, ainsi que du « tourisme dit responsable » ainsi que celui du changement climatique, le transport étant un des principaux responsables de l'émission de gaz à effets de serre et de surcroît en augmentation constante.

## Aspects juridiques
Les voyages se heurtent parfois à l'administration, certains pays comme la RDA ou l'Union soviétique empêchaient certains citoyens de sortir, d'autres pays limitant l'entrée de voyageurs étrangers, dans les deux cas, afin d'éviter des phénomènes migratoires.
Cela se traduit dans certains cas par la nécessité d'établissement de documents spécifiques par les services administratifs concernés, comme une carte d'identité mise à jour, un passeport pour passer la frontière.
Dans de nombreux pays, pour les "sans papiers" et autres voyageurs jugés illégaux, des reconduites à la frontière ou dans le pays d'origine, et des zones de rétention existent.

## Aspects fictifs
Le voyage s’invite aussi en dehors des routes : nos sens son en perpétuel voyage pour nous transporte de manière fictive vers d’autres horizons. On parle alors de voyage sensoriel. Même sans partir en expédition, il est possible de voyager par l’esprit grâce au toucher, à l'odorat, à l'ouïe, au goût et à la vue. En effet, les cinq sens peuvent faire resurgir un souvenir, une émotion, une sensation faisant vagabonder notre esprit.
1. Toucher :
2. Odorat : sentir la pluie peut transporter l'esprit vers un souvenir joyeux (embrasser quelqu'un sous la pluie) ou un souvenir triste (regarder partir un être cher sur un quai de gare sous la pluie)[3].
3. Ouïe : entendre ne serait-ce que quelques notes de musique suffises à emporter l'esprit vers un instant précis de la vie vécue.
4. Goût : l'exemple le plus parlant reste l'effet de la madeleine de Proust. Lorsque celui-ci mangea une madeleine, un souvenir d'enfance lui revient à l'esprit, le projetant dans un voyage temporel fictif.
5. Vue :

## Science fiction, futurologie
Les auteurs de science fiction ont mis en scène de nombreuses façons les voyages dans le temps et dans l'espace lointain, parfois en manipulant la notion d'espace-temps.

## Quelques types et modalités de voyages
- Auto-stop
- Aventure
- Camping sauvage
- Circuit touristique
- Circumnavigation
- Covoiturage
- Co-voyageur
- Navire à passagers
- Déplacement
- Evasion
- Excursion
- Exploration
- Expédition
- Grand Tour
- Migration
- Navigation
- Odyssée
- Pèlerinage
- Périple
- Pérégrination
- Promenade
- Rallye
- Randonnée pédestre
- Road trip
- Tour du monde
- Tournée
- Traversée
- Voyage expérimental
- Voyage initiatique
- Roulotte

#### Aspects fictifs et spirituels
- Charline, Qu'est-ce qu'un voyage sensoriel et comment en profiter pleinement ?, sur Blog Voyage,‎ 14 juin 2024.
- Manon Pelletier W, Le Voyage à travers nos 5 sens, sur voyages.traditours.com

Sociologie du voyage et du voyageur
- Jean-Didier Urbain, L'idiot du voyage. Histoires de touristes, Paris, Petite Bibliothèque Payot, 2002 [1991], 353 p.

### Sélection de classiques de la littérature de voyage

#### Jusqu'auXIXesiècle
- Basho, Journaux de voyage, Paris, Presses orientalistes de France, 1988, 123 p.
- Jean Chardin, Voyages en Perse, Paris, Phébus, 2007, 276 p.
- Ennin, Journal d'un voyageur en Chine au IXe siècle, Paris, Albin Michel, 1961, 310 p.
- Jacques Lacarrière, Méditerranée, Paris, Robert Laffont, coll. « Bouquins », 2013, 1067 p. Contient entre autres : En cheminant avec Hérodote, Les plus anciens voyages du monde, Promenades dans la Grèce antique (Pausanias).
- Jean de Léry, Histoire d'un voyage faict (sic) en la terre du Brésil, Paris, Le Livre de Poche, Coll. « Bibliothèque classique », 1994, 670 p.
- Jean de Mandeville, Voyage autour de la Terre, Paris, Les Belles Lettres, 2004, 301 p.
- Marco Polo, Le Devisement du monde, Paris: Le Livre de Poche, Coll. « Lettres gothiques », 1998, 509 p.
- Guillaume de Rubrouck, Voyage dans l'Empire mongol (1253 - 1255), Paris: Payot, 1985, 318 p.
- Jean-Baptiste Tavernier, Les six voyages en Turquie & et en Perse,  2 volumes, Paris, Éditions La Découverte, 1981, 335 p. et 349 p.
- Voyageurs arabes (Anonyme, Ibn Faḑlān, Ibn Jubayr, Ibn Bațțūța), Paris, Gallimard, Coll. « Bibliothèque de la Pléiade », 1409 p.
- Xu Xiake, Randonnées aux sites sublimes, Paris, Gallimard, Coll. « Connaissance de l'Orient »,1993, 391 p.

#### XIXesiècle
- François-René de Chateaubriand, Itinéraire de Paris à Jérusalem, Paris, Gallimard, Coll. « Folio », 2005, publié en 1811
- Alphonse de Lamartine, Voyage en Orient, Paris, Gallimard, Coll. « Folio », 2011, 1184 p.
- Gérard de Nerval, Voyage en Orient, Paris, Gallimard, Coll. « Folio », 1984, 948 p.

#### XXesiècle
- Nicolas Bouvier, L'usage du monde, Paris, Éd. La Découverte, 2014 [1963], 432 p.